# Кладбище Святого Духа (Харьков)
Кла́дбище Свято́го Ду́ха либо Свя́то-Ду́ховское (укр. Кладовище Святого Духа) — ныне несуществующее кладбище города Харькова.

## История
Открыто в 1772 году. В XIX веке было одним из крупнейших в Харькове.
По решению Святейшего Синода РПЦ закрыто в 1854 году, однако захоронения на нём продолжались. В 1874 году по решению Синода было решено организовать на его месте новое кладбище, однако в 1885 году оно было снова закрыто в связи с открытием Кирилло-Мефодиевского кладбища (сейчас там парк Артёма).
В начале XX века было принято решение о постройке на территории, занимаемой кладбищем, стадиона «Трактор» (сейчас — «Металлист»). В 1923—1925 годах было снесено.

В то время считалось, что в центре города слишком много церквей и кладбищ, поэтому старые погосты сносили и на их месте строили всевозможные объекты для оздоровления людей. Нужно, мол, строить совсем другую, новую жизнь.— Сергей Куделко, историк
Стадион был построен в 1925 году. По всей видимости, строительство проходило без учёта необходимости перезахоронения всех останков, так как о кладбище вспомнили в 2007 году, когда во время реконструкции стадиона были обнаружены человеческие захоронения.